# Nizina Menamu
Nizina Menamu, Nizina Czau Prai, nizina w Tajlandii, między górami Tanen Taunggyi na zachodzie i Thiu Khao Phetchabun na wschodzie. Zajmuje powierzchnię ok. 100 tys. km². Stanowi tektoniczne obniżenie wypełnione aluwiami rzeki Menam i jej dopływów. Najbardziej zasobny i bogaty w żyzne ziemie region kraju. Dominującym zajęciem jest tu uprawa ryżu. 
Głównym miastem rejonu jest Bangkok.